# Farovec
Farovec je naselje v Občini Slovenska Bistrica.